# Cristoph Wilhelm Hufeland
Christoph Wilhelm Hufeland (Langensalza, 12. kolovoza 1762. – Berlin, 25. kolovoza 1836.), njemački liječnik.
Poznat kao najistaknutiji praktični liječnik svog vremena u Njemačkoj i kao autor brojnih radova od kojih je jedan od poznatijih Makrobiotik oder Die Kunst, das menschliche Leben zu verlängern iz 1796. godine, a kao praktični rad poznat je System der praktischen Heilkunde, 1818. – 1828.
Rođen je u Langensalza, Thuringia, a školovao se u Weimaru. 1780. godine nastavio je svoje školovanje na Friedrich Schiller Sveučilištu u gradu Jena, a kasnije i u Sveučilištu Göttingen gdje je 1783. godine završio medicinu. Na Sveučilištu Jena predavao je patologiju. 